# Franz Geyer (Politiker)

Dr. Geyer, 1930

Franz Geyer (* 19. Juni 1885 in Dortmund; † 17. Juni 1970 in Bochum) war ein deutscher Verwaltungsjurist und Kommunalpolitiker. Er war 23 Jahre als Bürgermeister und Oberbürgermeister von Bochum tätig, und war der Chef der Verwaltung, als am Ende des Zweiten Weltkrieges Bochum von den US-Amerikanern besetzt wurde.

## Werdegang
Geyer studierte Rechts- und Staatswissenschaft sowie Volkswirtschaft und schloss 1909 mit Promotion zum Doktor der Rechte ab. 1914 legte er die Assessorenprüfung ab und leistete anschließend vier Jahre als Soldat Kriegsdienst. Im März 1919 begann er beim Magistratsrat in Dortmund seine Laufbahn in der Kommunalverwaltung. Ab 1921 war er Beigeordneter der Stadt Herne. 1923 wurde er zum Ersten Beigeordneten mit dem Titel eines Bürgermeisters und Kämmerer der Stadt Bochum gewählt.
Mit dem Oberbürgermeister Ruer konnte Geyer, obwohl dieser von gegensätzlicher Natur als Geyer war und sie viele Differenzen ausfochten, im Dienste der Sache für die Stadt gut zusammenarbeiten. Als den Nazis die Macht übertragen wurde, wurde Geyer als erfahrener Verwaltungsbeamter toleriert, da sein Wissen benötigten wurde. Die an die Spitze gekommenen Personen wie der Oberbürgermeister Piclum konnten auf Karrieren im Parteiapparat der NSDAP zurückblicken, hatten aber keine Erfahrung in der Führung einer Stadtverwaltung. Somit blieb Geyer bis zum Ende des Dritten Reiches in seiner Stellung.
Als Anfang April 1945 der Einmarsch der amerikanischen Truppen bevorstand, kam der Oberbürgermeister Friedrich Hesseldieck überraschend zu dem Bürgermeister Geyer ins Büro, übertrug ihm die Leitung der Stadt, und setzte sich zum Freikorps Sauerland ab. Somit war Geyer der höchste Repräsentant der Stadt, als am 10. April amerikanische Einheiten die Bochumer Innenstadt kampflos einnahmen. Gegen 17.30 Uhr fanden die ersten Kontakte mit amerikanischen Offizieren statt.
Fünf Tage später wurde Geyer vorübergehend festgenommen, und in das Internierungslager Rheinberg gebracht. Nach seinem ersten Verhör sieben Wochen später wurde er umgehend aus der Haft entlassen und nach Bochum zurückgebracht. Ein Grund ist nicht bekannt, es lag vielleicht in den Wirren der Zeit. Er bat dann im Juni wieder in der Verwaltung arbeiten zu dürfen. Am 13. Juni wurde ihm von der britischen Militärregierung angeboten, das Amt des Oberbürgermeisters zu übernehmen, das er am 1. Juli 1945 antrat.
Im Zug der Revidierung der Gemeindeordnung 1946 sollte in Zukunft ein ehrenamtlicher Oberbürgermeister als Repräsentant gewählt werden. Die Geschäfte der Verwaltung sollte der Oberstadtdirektor als Wahlbeamter übernehmen. Die Stadtvertretung wählte dann am 1. März Tilmann Beckers zum Oberbürgermeister. Franz Geyer sollte als erfahrener Verwaltungsbeamter als Oberstadtdirektor die Verwaltungsgeschäfte weiter führen. Die Militärregierung akzeptierte weder das Wahlergebnis noch Geyer als Oberstadtdirektor. Der Sozialdemokraten Willi Geldmacher wurde im gleichen Zug am 8. März zum Oberbürgermeister ernannt. Geyer nahm daraufhin den ihm angebotenen Ruhestand am 8. März an.
Er war Organisator des 73. Deutschen Katholikentages, der 1949 in Bochum stattfand. Für seine Verdienste wurde ihm zu seinem 80. Geburtstag die Ehrenbürgerwürde verliehen. Auf dem Friedhof in Grumme befindet sich sein städtisches Ehrengrab.

## Ehrungen
- 1955: Großes Verdienstkreuz der Bundesrepublik Deutschland
- Komtur des Gregoriusordens mit Stern
- 1965: Ehrenbürger von Bochum